# Державна премія УРСР імені Тараса Шевченка — лауреати 1989 року
Державні премії УРСР імені Тараса Шевченка в галузі літератури, журналістики, мистецтва і архітектури 1989 року були присуджені спільною Постановою Центрального Комітету Компартії України і Ради Міністрів Української РСР № 64 від 27 лютого 1989 р. за поданням Комітету по Державних преміях Української РСР імені Т. Г. Шевченка.

## Список лауреатів
| Галузь                                                     | Лауреат | Обґрунтування |
| ---------------------------------------------------------- | --- | --- |
| Література                                                 | Тютюнник Григір Михайлович (посмертно)                                                                                                 | за «Твори» у двох томах. |
| Теорія та історія літератури                               | Гончар Іван Макарович | за багаторічну творчу і дослідницьку роботу по збиранню та популяризації народного мистецтва.                                                                                          |
| Теорія та історія літератури                               | Сікорський Михайло Іванович | за створення Переяслав-Хмельницького історико-культурного заповідника та багаторічну діяльність по збиранню і популяризації духовної спадщини народу.                                  |
| Образотворче мистецтво                                     | Івахненко Олександр Іванович | за ілюстрації до творів Т. Г. Шевченка. |
| Музика                                                     | Дичко Леся Василівна | за ораторії «І нарекоша ім'я Київ» (друга редакція), «Індія—Лакшмі», кантату «У Києві зорі».                                                                                           |
| Оперно-театральне мистецтво                                | Кочерга Анатолій Іванович | за створення партій в операх «Борис Годунов» М. Мусоргського, «Дон Карлос» Дж. Верді, «Милана» Г. Майбороди в Державному академічному театрі опери і балету УРСР імені Т. Г. Шевченка. |
| Концертно-виконавська діяльність                           | Крюкова Ніла Валеріївна | за концертні програми 1985—1988 років. |
| Кінематографія                                             | Автори сценарію: Мужук Леонід Петрович Салганик Хем Єлізарович Режисер: Кобрин Ігор Дмитрович Оператор: Бордаков Юрій Вікторович       | за кінотрилогію «Чорнобиль: Два кольори часу» студії «Укртелефільм». |
| За кращий твір літератури і мистецтва для дітей та юнацтва | Народна самодіяльна хорова капела хлопчиків та юнаків — «Дударик» Львівського обласного Будинку учителя (художній кеівник М. Л. Кацал) | за концертні програми останніх років. |